# Nannoroncus ausculator
Genre
Espèce
Nannoroncus ausculator, unique représentant du genre Nannoroncus, est une espèce de pseudoscorpions de la famille des Ideoroncidae.

## Distribution
Cette espèce se rencontre en Ouganda et au Kenya.

## Publication originale
- Beier, 1955 : Pseudoscorpionidea, gesammelt während der schwedischen Expeditionen nach Ostafrika 1937-38 und 1948. Arkiv för Zoologi, sér. 2, vol. 7, p. 527-558.